# Шевченково (Барский район)
Шевченково (укр. Шевченкове) — село на Украине, находится в Барском районе Винницкой области.
Код КОАТУУ — 0520255312. Население по переписи 2001 года составляет 491 человек. Почтовый индекс — 23055. Телефонный код — 4341.
Занимает площадь 1,344 км².
В селе действует храм Святителя Николая Чудотворца Барского благочиния Винницкой и Барской епархии Украинской православной церкви.

## Адрес местного совета
23053, Винницкая область, Барский р-н, пгт. Копайгород, ул. Ленина